# Kristian Olsen
Kristian „aaju“ Olsen (født 21. august 1942 i Arsuk; død 19. april 2015) var en grønlandsk forfatter, digter, maler, oversætter og lærer.

## Liv
Kristian Olsen var søn af præst Samuel Putdlaĸ Kristian Olsen (1921-1987) og Sofia Thora Benditte Hanne Lund (1917-1998).. Han var på sin fars side barnebarn til Gustav Olsen (1878-1950) og oldebarn til Rasmus Berthelsen (1827-1901). Han var på sin mors side nevø til Miilu Lars Lund (1929-2015) og kusine til Agnethe Davidsen (1947-2007). Han blev gift 3. april 1965 med den danske postbud Lise Qvist (*1945).
Kristian Olsen voksede op i Paarmiut. Han gik i skole i Nuuk og flyttede derefter til Danmark, hvor han dimitterede fra Sorø Akademi i 1964. i 1968 færdiggjorde han Jonstrup Seminaret i Fortunen i Kongens Lyngby og selvsamme år begyndte han som lærer ved Skamlingsbanke Ungdomsskole i Grønningshoved ved Sjølund i Vejstrup Sogn og ved Balle Ungdomsskole i Balle i Bredsten sogn. i 1970 flyttede han tilbage til Grønland, hvor han undersidste i et år i Upernavik. Fra 1971 til 1973 arbejdede han som lærer og viceskoleinspektør i Nuuk. Efterfølgende var han uddannelsesleder, og så, fra 1975, kollegieinspektor i Aasiaat. i 1976 flyttede han igen til Danmark, hvor han arbejdede som viceskoleinspektør ved det grønlandske internat Ellekilde i Tranegilde i Ishøj sogn, hvilkede han ledede fra 1982. Fra 1985 til 1989 studerede han og fik en kandidatgrad i pædagogik. Efterfølgende var han indtil 1997 som adjunkt ved GUX, det grønlandske gymnasium i Nuuk og blev følgende leder af Grønlænderhjemmet i Hellerup.
I 1969 skrev Kristian Olsen sin første digtesamling Puilasoq pikialaartoq. I 1972 begyndte han for første gang at være aktiv som maler. Hans hovedmotiver var det grønlandske landskab og natur, grønlænderne selv, og den østgrønlandske shamanisme. Hans værker blev udstillet i alle otte nordiske lande, dog hovedsageligt i Nuuk. i 1973 udgav han med billedbogen, Mambo, sin første bog. Han oversatte blandt andet Jørn Riels digtesamling Sarfartuut i 1979 til grønlandsk. i 1985 oversatte han Inuutersuaq Ulloriags Beretningen om Qillarsuaq, i 1998 Ludvig Mylius-Erichsens Isblink til Sermimi akisunnerit og i 2009 værker fra prins Henrik fra Danmark. Han blev i 2004 og 2010 nomineret til det Nordiske Råds Litteraturpris for henholdsvis sin digtsamling Oqaatsit nunaat og sin krimi Kakiorneqaqatigiit. Han holdte foredrag om den grønlandske kunst og kultur. Han var Grønlands julefrimærkekunstner i 1985 og siden d. 25. juni 2007 bærer af Nersornaat i sølv.
Hans pension tilbragte Kristian Olsen i Finlands hovedstad Helsinki, men han havde også et sommerhus i Nordsjælland. Han døde i en alder af 72 år den 19. april 2015.

## Værker
- 1969: Puilasoq pikialaartoq (digtsamling)
- 1973: Mambo (Billedbog)
- 1978: Kinaassutsip taallai / Balladen om identiteten (digtsamling)
- 1979: Kalaallit Nunaat (Dansk Grønland)
- 1980: Illoqarfimmi / I byen
- 1988: Abelinnguup kissaataa / Abels ønske
- 1995: Sarfap ikerinnaani / Midtstrøms (digtsamling)
- 1998: Tungujuaartumut / Imod det blålige (digt- und novellesamling)
- 2001: Amusartumi nassaat / Fund i skuffen (Samling)
- 2002: Annaliattap aanaava
- 2003: Oqaatsit nunaat / Ordenes land (digtsamling)
- 2005: Inuit nipaat / Menneskestemmer (Novellesamling)
- 2006: Taallat erinaatsut / Melodiløse digter (digtsamling)
- 2007: Ajunngitsup ajugaanera (Kriminalroman)
- 2008: Niviarsiaq – Grønlands sjæl. Kalaallit nunaata tarninga. Soul of Greenland. Grönlands Seele (med Gerda Nietzer og Kristian Mainz; beskrivelse af den grønlandske Flora i billeder og digte)
- 2009: Pinngortitap kaaviffia / Naturens aske (digtsamling)
- 2010: Kakiorneqaqatigiit / Det tatoverede budskab (Kriminalroman)
- 2012: Misigisimanerit / Stemninger (digtesamling)
- 2013: Alumiguulik / Den tatoverede strandvasker (Kriminalroman)
- 2015: Uanga / Jeg (2. del af værket fra 1978; digtsamling)